# Leuchars Castle
Leuchars Castle ist eine abgegangene Niederungsburg in der Nähe des Landstädtchens Leuchars in der schottischen Council Area Fife. Seine Reste sind als Scheduled Monument denkmalgeschützt.

## Geschichte
Im 12. Jahrhundert wurde an dieser Stelle eine hölzerne Motte errichtet. Die Stadt Leuchars wurde in der Regierungszeit König Wilhelm des Löwen zum Baronat erhoben. Im 13. Jahrhundert wurde die Burg neu in Stein gebaut. Gilbert Marshal, 4. Earl of Pembroke, griff 1327 die Burg mit seinen Truppen an und schleifte sie. Leuchars Castle wurde belagert und 1337 von den Truppen von Sir Andrew Murray angegriffen, bis die englische Garnison sich ergab.
Im 16. Jahrhundert wurde Leuchars Castle wieder aufgebaut, im 19. Jahrhundert aber endgültig abgerissen.